# Ronald Fangen
Ronald Fangen (Kragerø, Telemark, 29 d'abril de 1895 - Fornebu, Oslo, 22 de maig de 1946) fou un escriptor, dramaturg, crític literari i periodista noruec.
Liberal, va fundar la revista Var Verden (1923), antimarxista; més tard evolucionà cap al cristianisme.
L'any 1940 li van concedir el Gyldendal's Endowment, prestigiós premi literari noruec.

## Obres
- De svake (1915; novel·la)
- Slægt føder slægt (1916; novel·la)
- Streiftog i digtning og tænkning (1919; assaig)
- Syndefald (1920; obra de teatre)
- Fienden ('L'enemic' 1922, obra de teatre)
- Den forjaettede dag ('El dia promès', 1926)
- Duel (1932; novel)
- En kvinnes vei ('El camí d'una dona', 1933)
- Mannen som elsket rettferdigheten ('L'home que estimava la justícia', 1934)
- Dagen og veien (1934; assaig)
- "Both are my Cousins"
- "Welterneuerung, aber wie? Meine Begegnung mit der Oxford – Gruppenbewegung" (1936, assaig)
- "Une révolution dans la chrétienté" (1937, assaig)
- "Dass Sie ALLE EINES seien Die Ökumenische Botschaft der Gruppenbewegung" (1938, assaig)
- Borgerfesten (1939; novel·la)
- En lysets engel ('Un àngel de llum', 1945; novel·la)
- I nazistenes fengsel